# De Kalb (Mississipi)
De Kalb és una població dels Estats Units a l'estat de Mississipi. Segons el cens del 2000 tenia 972 habitants.

## Demografia
Segons el cens del 2000, De Kalb tenia 972 habitants, 388 habitatges, i 233 famílies. La densitat de població era de 113,4 habitants per km².
Dels 388 habitatges en un 26,5% hi vivien nens de menys de 18 anys, en un 35,8% hi vivien parelles casades, en un 20,9% dones solteres, i en un 39,7% no eren unitats familiars. En el 37,6% dels habitatges hi vivien persones soles el 20,9% de les quals corresponia a persones de 65 anys o més que vivien soles. El nombre mitjà de persones vivint en cada habitatge era de 2,28 i el nombre mitjà de persones que vivien en cada família era de 3,03.
Per edats la població es repartia de la següent manera: un 22,6% tenia menys de 18 anys, un 9% entre 18 i 24, un 23% entre 25 i 44, un 19,5% de 45 a 60 i un 25,8% 65 anys o més.
L'edat mediana era de 42 anys. Per cada 100 dones de 18 o més anys hi havia 73,3 homes.
La renda mediana per habitatge era de 21.000 $ i la renda mediana per família de 24.886 $. Els homes tenien una renda mediana de 26.477 $ mentre que les dones 16.964 $. La renda per capita de la població era d'11.171 $. Entorn del 23,3% de les famílies i el 28,1% de la població estaven per davall del llindar de pobresa.

## Poblacions més properes
El següent diagrama mostra les poblacions més properes.